# Parafia św. Jadwigi w Dobroszycach
Parafia Świętej Jadwigi w Dobroszycach znajduje się w dekanacie Oleśnica zachód w archidiecezji wrocławskiej. Jej proboszczem jest ks. Mieczysław Pajdo SDS. Obsługiwana przez Zgromadzenie salwatorianów. Erygowana w XV wieku. Księgi metrykalne prowadzone od 1945 r.

## Kościoły i kaplice
- Dobroszyce – kościół parafialny pw. Św. Jadwigi
- Strzelce – pw. Św. Józefa,
- Dobroszyce – kaplica cmentarna.

## Wspólnoty i Ruchy
Rada Parafialna, Wspólnota Różańcowa, Liturgiczna Służba Ołtarza, Schola, Ruch Duchowej Adopcji.

## Zakony
Księża salwatorianie.